# Music Industry Award voor Hit van het jaar
De Music Industry Award voor Hit van het jaar is een prijs die jaarlijks uitgereikt wordt tijdens de Vlaamse Music Industry Awards (MIA's). Het is de belangrijkste prijs, die op het einde van de avond wordt uitgereikt. De winnaar wordt bepaald door een publieke voting. Tot enkele jaren geleden werd de winnaar door middel van televoting gekozen.
Lost Frequencies is anno 2024 de meest genomineerde artiest. Zes keer werd hij genomineerd voor Hit van het jaar. Hij wist nog geen enkele keer de award te winnen. Pommelien Thijs won drie keer op rij de award, en is daarmee de koploper in deze categorie. 
Een overzicht van de winnaars:

## Winnaars
| Jaar | Winnaar                  | Lied                         | Genomineerden |
| ---- | ------------------------ | ---------------------------- | --- |
| 2006 | Milow                    | You Don't Know               | |
| 2007 | Milow                    | Ayo Technology               | |
| 2009 | Absynthe Minded          | Envoi                        | - Lady Linn - I Don't Wanna Dance - DAAN - Exes - Customs - Rex |
| 2010 | Stromae                  | Alors on danse               | - DAAN - Icon - Tom Dice - Me and My Guitar - Amatorski - Come Home |
| 2011 | Gotye ft. Kimbra         | Somebody That I Used to Know | - Hooverphonic - The Night Before - Milow - You And Me - Selah Sue - This World                                                                                                |
| 2012 | Triggerfinger            | I Follow Rivers              | - Netsky - Come Alive - Marco Z - I'm a Bird |
| 2013 | Stromae                  | Formidable                   | - Hooverphonic - Amalfi - Netsky - We Can Only Live Today (Puppy) - Ozark Henry - I’m Your Sacrifice                                                                           |
| 2014 | Gabriel Ríos             | Gold                         | - Stromae - Ta fête - Dimitri Vegas & Like Mike - Find Tomorrow (Ocarina) - 2 Fabiola ft. Loredana - She's After My Piano                                                      |
| 2015 | Stan Van Samang          | Een ster                     | - Dimitri Vegas & Like Mike - Higher Place - Lost Frequencies - Reality - Emma Bale - All I Want                                                                               |
| 2016 | Bazart                   | Goud                         | - Lost Frequencies - Beautiful Life - Tourist LeMC feat. Spiritually Wally - Horizon - Milow - Howling at the Moon                                                             |
| 2017 | Blanche                  | City Lights                  | - Milo Meskens - New Beginning - Regi - Where did you go (Summer love) - Van Echelpoel - Zietemduun                                                                            |
| 2018 | BLØF en Geike Arnaert    | Zoutelande                   | - Lost Frequencies - Crazy - Niels Destadsbader - Verover Mij - Regi met Jake Reese - Ellie                                                                                    |
| 2019 | Angèle & Roméo Elvis     | Tout oublier                 | - Tourist LeMC ft. Raymond van het Groenewoud - Spiegel - Regi ft. Milo Meskens - Ordinary - Dimitri Vegas & Like Mike & Daddy Yankee, David Guetta, Natti Natasha - Instagram |
| 2020 | Regi ft. OT & Jake Reese | Kom wat dichterbij           | - Oui ou non - Angèle - Nooit alleen - Niels Destadsbader - Love to Go - Lost Frequencies ft. Zonderling & Kelvin Jones                                                        |
| 2021 | Dua Lipa ft. Angèle      | Fever                        | - 1 op een miljoen - Metejoor & Babet - Nu wij niet meer praten - Pommelien Thijs ft. Jaap Reesema - Vuurwerk - Camille                                                        |
| 2022 | Pommelien Thijs          | Ongewoon                     | - Bruxelles je t'aime - Angèle - L'enfer - Stromae - Dit is wat mijn mama zei - Metejoor                                                                                       |
| 2023 | Pommelien Thijs          | Erop of eronder              | - Because of You - Gustaph - Back to You - Lost Frequencies - Wat wil je van mij - Metejoor & Hannah Mae - Rihanna - Camille                                                   |
| 2024 | Pommelien Thijs          | Het beste moet nog komen     | - Hou mij vast - Bazart & Pommelien Thijs - Head Down - Lost Frequencies & Bastille - Angel Face - Oscar and the Wolf - Ik wil dat je liegt - Maksim & Hannah Mae              |

## Artiesten met meerdere awards
3x gewonnen
- Pommelien Thijs

2× gewonnen
- Angèle
- Milow
- Stromae

## Artiesten met meerdere nominaties
6 nominaties
- Lost Frequencies

5 nominaties
- Pommelien Thijs

4 nominaties
- Angèle
- Milow
- Regi
- Stromae

3 nominaties
- Metejoor

2 nominaties
- Bazart
- DAAN
- Dimitri Vegas & Like Mike
- Hannah Mae
- Hooverphonic
- Netsky
- Niels Destadsbader
- Tourist LeMC
- Zonderling

Edities: 2007 · 2008 · 2009 · 2010 · 2011 · 2012 · 2013 · 2014 · 2015 · 2016 · 2017 · 2018 · 2019 · 2020 · 2021 · 2022 · 2023  · 2024

 Prijzen: Beste album · Hit van het jaar · Pop · Solo man 
· Solo vrouw · Doorbraak